# Dincolo de Marte
Dincolo de Marte (pol. Poza Marsem) – singel rumuńskich piosenkarzy Randiego i Roxen. Kompozycja została wydana 3 grudnia 2021 roku.
Po wydaniu piosenka odniosła komercyjny sukces w Rumunii. Kompozycja znalazła się na 2. miejscu listy Airplay 100, najczęściej odtwarzanych utworów w rumuńskich rozgłośniach radiowych.

## Powstanie utworu i historia wydania
Utwór skomponował Mario Stoica i Randi. Za produkcję odpowiada Allin Ilies, Georgina i Mario Stoica. Tekst napisał Andrei Ropcea i Roxen.
Singel ukazał się w formacie digital download 3 grudnia 2021 globalnie za pośrednictwem wytwórni płytowej Global Records. Dodatkowo przed premierą wydano remiks.

## „Dincolo de Marte” w stacjach radiowych
Nagranie było notowane na 2. miejscu w zestawieniu Airplay 100, najczęściej odtwarzanych utworów w rumuńskich rozgłośniach radiowych. Utwór zajął także 1. miejsce na takiej samej liście, tyle że publikowanej przez organizację Media Forest. Kompozycja dotarła również na 1. miejsce w zestawieniu najczęściej odtwarzanych teledysków w rumuńskich stacjach telewizyjnych. Singel znalazł się również na 98. miejscu listy najczęściej odtwarzanych utworów w rozgłośniach radiowych na terenie Wspólnoty Niepodległych Państw.

## Teledysk
Do utworu powstał teledysk wyreżyserowany przez Ionuta Trandafira, który udostępniono w dniu premiery singla za pośrednictwem serwisu YouTube. Do 4 lipca 2023 klip odtworzono ponad 17 milionów razy.

## Lista utworów
- Digital download[3]

1. „Dincolo de Marte” – 3:01

- Digital download (Wersje alternatywne)[4]

1. „Dincolo de Marte” (Cristi Nitzu Remix) – 2:59

## Notowania

### Pozycje na listach airplay
| Kraj    | Lista (2022)          | Najwyższa pozycja |
| ------- | --------------------- | ----------------- |
| Rumunia | Airplay 100           | 2                 |
| Rumunia | Romania Radio Airplay | 1                 |
| Rumunia | Romania TV Airplay    | 1                 |
| WNP     | Tophit Radio Chart    | 98                |